# Józefa Radzymińska

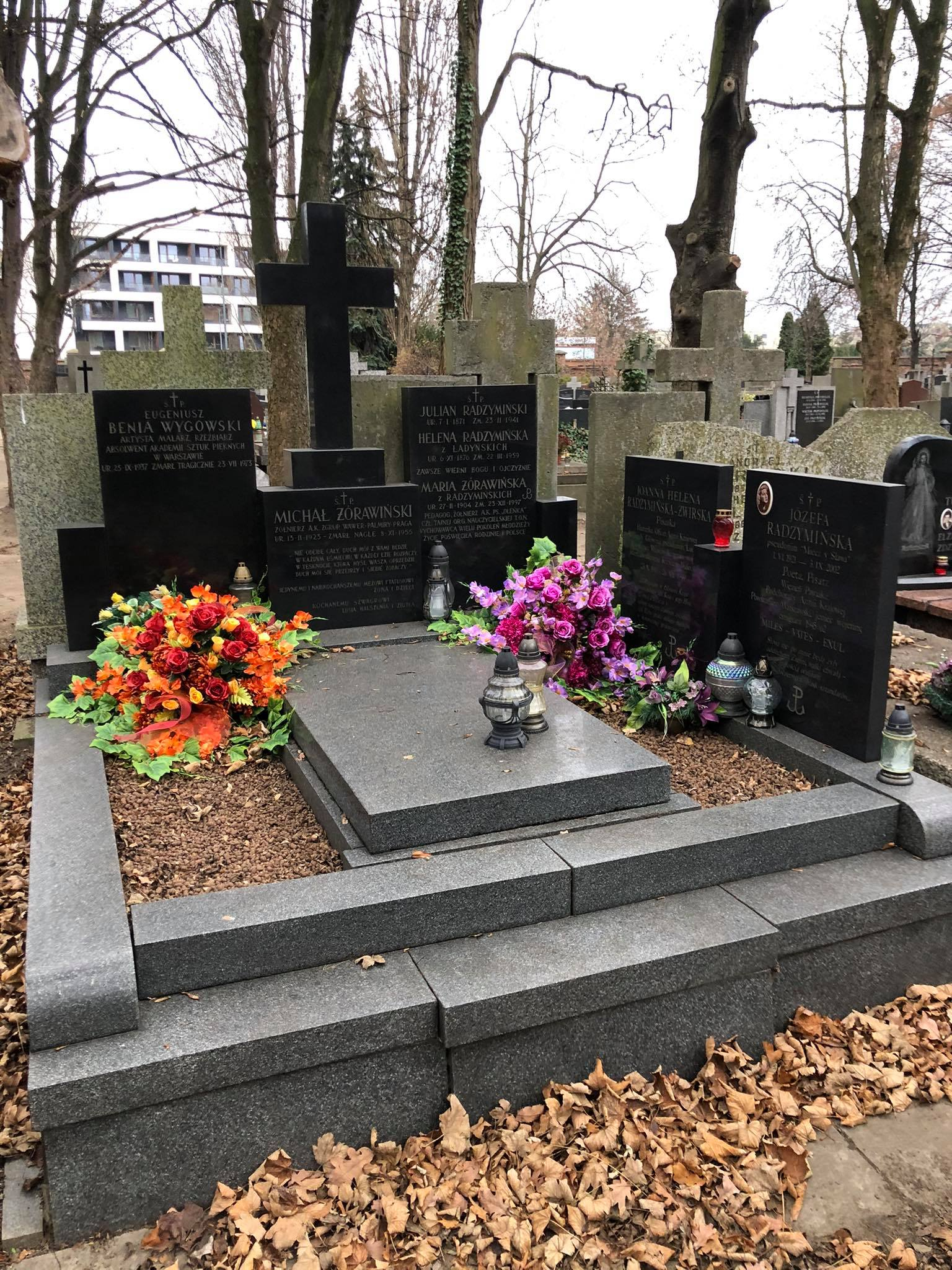
Grób Józefy Radzymińskiej na cmentarzu Bródnowskim

Józefa Radzymińska ps. Mieczysława, Miecz y Sława, Mieczysława Ogińska (ur. 1 czerwca 1921 w Lesznowoli, zm. 3 września 2002 w Warszawie) – poetka, powieściopisarka, tłumaczka, plutonowy podchorąży.

## Życiorys
Studiowała w Wydziale Dyplomatyczno-Konsularnym Akademii Nauk Politycznych i tajnym Uniwersytecie Warszawskim, w konspiracji działała od 1939 w Służbie Zwycięstwu Polski (później ZWZ i AK). Została aresztowana 12 stycznia 1941 i do czerwca była przetrzymywana w na Pawiaku. W 1943–1944 należała do redakcji pism "Kuźnia" i "Dźwigary". Gdy wybuchło powstanie warszawskie została łączniczką batalionu Iwo. Była w niewoli jenieckiej w stalagu Oberlangen.
Po wojnie (w latach 1945–46) pracowała w Polskim Czerwonym Krzyżu we Włoszech. Następnie przebywała w Wielkiej Brytanii, w Argentynie (tam też była współzałożycielką Stowarzyszenia Literatów i Dziennikarzy Polskich) i w Buenos Aires. W 1962 powróciła do kraju i działała w Związku Literatów Polskich.
Jako poetka debiutowała w "Nowej Wsi" w 1937. Wydała m.in. tomiki wierszy pt. Popiół i płomień, Dzika perła. Ponadto spod jej pióra wyszły powieści Spojrzenie na brzeg, Druga ziemia, Nad nami noc, Dziewczęta za drutami, Rzecz najważniejsza, Przymierze z miastem, Magnificat, czyli Hymn życia. Była członkiem Stowarzyszenia Pisarzy Polskich.
Wielokrotnie odznaczana m.in. Medalem za Warszawę 1939-1945, Medalem Zwycięstwa i Wolności 1945, Krzyżem Armii Krajowej, Warszawskim Krzyżem Powstańczym, Krzyżem Partyzanckim, Krzyżem Kawalerskim Orderu Odrodzenia Polski.
Została pochowana na cmentarzu Bródnowskim (kw. 110H-II-31/32).